# Каландрита
Каландри́та (Stigmatura) — рід горобцеподібних птахів родини тиранових (Tyrannidae). Представники цього роду мешкають в Південній Америці.

## Таксономія і систематика
Молекулярно-генетичне дослідження, проведене Телло та іншими в 2009 році дозволило дослідникам краще зрозуміти філогенію родини тиранових. Згідно із запропонованою ними класифікацією, рід Каландрита (Stigmatura)належить до родини тиранових (Tyrannidae), підродини Еленійних (Elaeniinae) і триби Euscarthmini. До цієї триби систематики відносять також роди Тиран-малюк (Zimmerius), Інезія (Inezia), Тиранчик-рудь (Euscarthmus), Тиран-карлик (Ornithion), Тиран-крихітка (Phyllomyias), Тиранчик-тонкодзьоб (Camptostoma) і Тиранчик-довгохвіст (Mecocerculus).

## Види
Виділяють два види:
- Каландрита мала (Stigmatura napensis)
- Каландрита велика (Stigmatura budytoides)

## Етимологія
Наукова назва роду Stigmatura походить від сполучення слів дав.-гр. στιγμα — плямка і ουρα — хвіст.